# Чемпионат Беларуси по борьбе 2023
Чемпионат Республики Беларусь по спортивной борьбе 2023 года прошёл 11-15 января в Молодечно (Минская область) в Спортивно-развлекательном центре Молодечно. Соревнования по вольной и женской борьбе прошли с 11 по 13 января, по греко-римской борьбе 14 и 15 января.

## Командный рейтинг[2][3][4]
| Место | Греко-римская борьба | Греко-римская борьба | Вольная борьба      | Вольная борьба | Женская борьба      | Женская борьба |
| Место | Команда              | Очки                 | Команда             | Очки           | Команда             | Очки           |
| ----- | -------------------- | -------------------- | ------------------- | -------------- | ------------------- | -------------- |
| 1     | Минская область      | 195                  | Гродненская область | 210            | Могилёвская область | 225            |
| 2     | Гродненская область  | 170                  | Минск               | 165            | Гомельская область  | 139            |
| 3     | Витебская область    | 155                  | Минская область     | 141            | Гродненская область | 137            |

## Медалисты

### Греко-римская борьба
| Категория | Золото                                   | Серебро                                    | Бронза                                                                        |
| --------- | ---------------------------------------- | ------------------------------------------ | ----------------------------------------------------------------------------- |
| До 55 кг  | Александр Гурьев · Гродненская область   | Максим Ступакевич · Минская область        | Евгений Дашковский · Могилёвская область Максим Зисман · Витебская область    |
| До 60 кг  | Глеб Макаренко · Гомельская область      | Максим Кажарский · Витебская область       | Артём Кацер · Витебская область Денис Виторой · Витебская область             |
| До 63 кг  | Ярослав Кардаш · Гродненская область     | Александр Негода · Минская область         | Вячеслав Жегалов · Могилёвская область Савелий Ращинский · Минская область    |
| До 67 кг  | Александр Леончик · Минская область      | Илья Валевский · Витебская область         | Илья Людыно · Минская область Виктор Буглак · Витебская область               |
| До 72 кг  | Юрий Коньков · Витебская область         | Илья Прокопчик · Могилёвская область       | Андрей Ковалевский · Гродненская область Артём Клицунов · Могилёвская область |
| До 77 кг  | Павел Лях · Гродненская область          | Шуай Мамедов · Гродненская область         | Антон Коробов · Минская область Дмитрий Новицкий · Минск                      |
| До 82 кг  | Станислав Шафаренко · Гомельская область | Гаврила Крайнов · Минская область          | Илья Битеев · Гомельская область Егор Новиков · Гомельская область            |
| До 87 кг  | Кирилл Маскевич · Минская область        | Егор Ярошевич · Минская область            | Павел Атаманов · Минск Радик Кулиев · Гродненская область                     |
| До 97 кг  | Абубакар Хаслаханов · Минск              | Владислав Пустошилов · Могилёвская область | Ярослав Курс · Минск Дмитрий Соловьянов · Могилёвская область                 |
| До 130 кг | Илья Юдчиц · Минская область             | Илья Шумчик · Минск                        | Игнат Мышук · Гродненская область Никита Ковальский · Минск                   |

### Вольная борьба
| Категория | Золото                                           | Серебро                                  | Бронза                                                                        |
| --------- | ------------------------------------------------ | ---------------------------------------- | ----------------------------------------------------------------------------- |
| До 57 кг  | Арыйан Тютрин · Гродненская область              | Димчик Батомункуев · Гродненская область | Николай Урбанович · Гродненская область Кирилл Прокопов · Могилёвская область |
| До 61 кг  | Андрей Бекренев · Минск                          | Иван Громыко · Гомельская область        | Дмитрий Чаркин · Витебская область Дмитрий Шамело · Гомельская область        |
| До 65 кг  | Нюргун Скрябин · Гродненская область             | Ислам Гусейнов · Минск                   | Анатолий Громыко · Гомельская область Владислав Коико · Могилёвская область   |
| До 70 кг  | Никита Дмитриев · Могилёвская область            | Андрей Якушевский · Гродненская область  | Денис Соловей · Брестская область Никита Демченко · Минск                     |
| До 74 кг  | Давуд Ализалов · Витебская область               | Егор Акулич · Минск                      | Кирилл Выкпиш · Брестская область Давид Кисиев · Могилёвская область          |
| До 79 кг  | Магомедхабиб Кадимагомедов · Гродненская область | Андрей Карпач · Гродненская область      | Дмитрий Денисеня · Гродненская область Дмитрий Лукашук · Минская область      |
| До 86 кг  | Расул Тихаев · Минск                             | Артём Игнатюк · Минск                    | Алексей Кухарчик · Брестская область Илья Хамцов · Минск                      |
| До 92 кг  | Гаджи Раджабов · Минск                           | Аркадий Погосян · Витебская область      | Анатолий Герасимчук · Гомельская область                                      |
| До 97 кг  | Александр Гуштын · Гродненская область           | Владислав Козлов · Минск                 | Алексей Пархоменко · Гомельская область                                       |
| До 125 кг | Денис Хроменков · Минская область                | Виталий Песняк · Гродненская область     | Кирилл Друтько · Минская область Олег Моторный · Витебская область            |

### Женская борьба
| Категория | Золото                                  | Серебро                                   | Бронза                                                                     |
| --------- | --------------------------------------- | ----------------------------------------- | -------------------------------------------------------------------------- |
| До 50 кг  | Ксения Станкевич · Могилёвская область  | Анастасия Енотова · Могилёвская область   | Наталья Варакина · Могилёвская область Алина Куриленко · Минская область   |
| До 53 кг  | Виктория Волк · Могилёвская область     | Анастасия Романёнок · Гродненская область | Маргарита Самченко · Могилёвская область                                   |
| До 55 кг  | Мария Гулида · Могилёвская область      | Яна Костунова · Гомельская область        | Александра Булова · Гомельская область                                     |
| До 57 кг  | Анна Вагер · Минск                      | Ольга Гордей · Минск                      | Дарья Синковец · Могилёвская область Елена Матеевская · Гомельская область |
| До 59 кг  | Надежда Буланая · Гомельская область    | Кристина Сазыкина · Могилёвская область   | Юлия Писаренко · Минск Ольга Якимчик · Гродненская область                 |
| До 62 кг  | Вероника Иванова · Могилёвская область  | Яна Третьяк · Гродненская область         | Алина Максимова · Могилёвская область                                      |
| До 65 кг  | Татьяна Павлова · Витебская область     | Ксения Тереня · Минская область           | Диана Глазунова · Минская область                                          |
| До 68 кг  | Анна Садченко · Могилёвская область     | Алина Шевчук · Могилёвская область        | Александра Жук · Минская область                                           |
| До 72 кг  | Виктория Радькова · Могилёвская область | Наталья Бельская · Гомельская область     | Кристина Лемтюгова · Могилёвская область                                   |
| До 76 кг  | Анастасия Зименкова · Минск             | Ольга Павлюченко · Минская область        | Виктория Адамович · Гродненская область                                    |